# Krišs Kārkliņš
Krišs Kārkliņš (Riga, 31 de enero de 1996) es un futbolista letón que juega en la demarcación de defensa para el Ogre United de la Primera Liga de Letonia.

## Selección nacional
Tras jugar con la selección de fútbol sub-17 de Letonia, la sub-19 y la sub-21, finalmente debutó con la selección absoluta el 6 de septiembre de 2020. Lo hizo en un partido de la Liga de las Naciones de la UEFA contra Malta que finalizó con un resultado de empate a uno tras el autogol de Matthew Guillaumier para Letonia, y de Kyrian Nwoko para Malta.

## Clubes
| Club                  | País    | Año       | Partidos | Goles |
| --------------------- | ------- | --------- | -------- | ----- |
| FK Liepājas Metalurgs | Letonia | 2013-2014 | 0        | 0     |
| FK Liepāja            | Letonia | 2014-2017 | 70       | 2     |
| Riga FC               | Letonia | 2018      | 23       | 1     |
| Valmieras FK          | Letonia | 2019-2020 | 54       | 4     |
| FK Liepāja            | Letonia | 2021-2022 | 50       | 4     |
| FK Auda               | Letonia | 2023-2024 | 16       | 0     |
| Ogre United           | Letonia | 2025-     | 9        | 1     |

## Palmarés

### Campeonatos nacionales
| Título          | Club       | País    | Año  |
| --------------- | ---------- | ------- | ---- |
| Virslīga        | FK Liepāja | Letonia | 2015 |
| Virslīga        | Riga FC    | Letonia | 2018 |
| Copa de Letonia | FK Liepāja | Letonia | 2017 |
| Copa de Letonia | Riga FC    | Letonia | 2018 |